# هفت رنگ

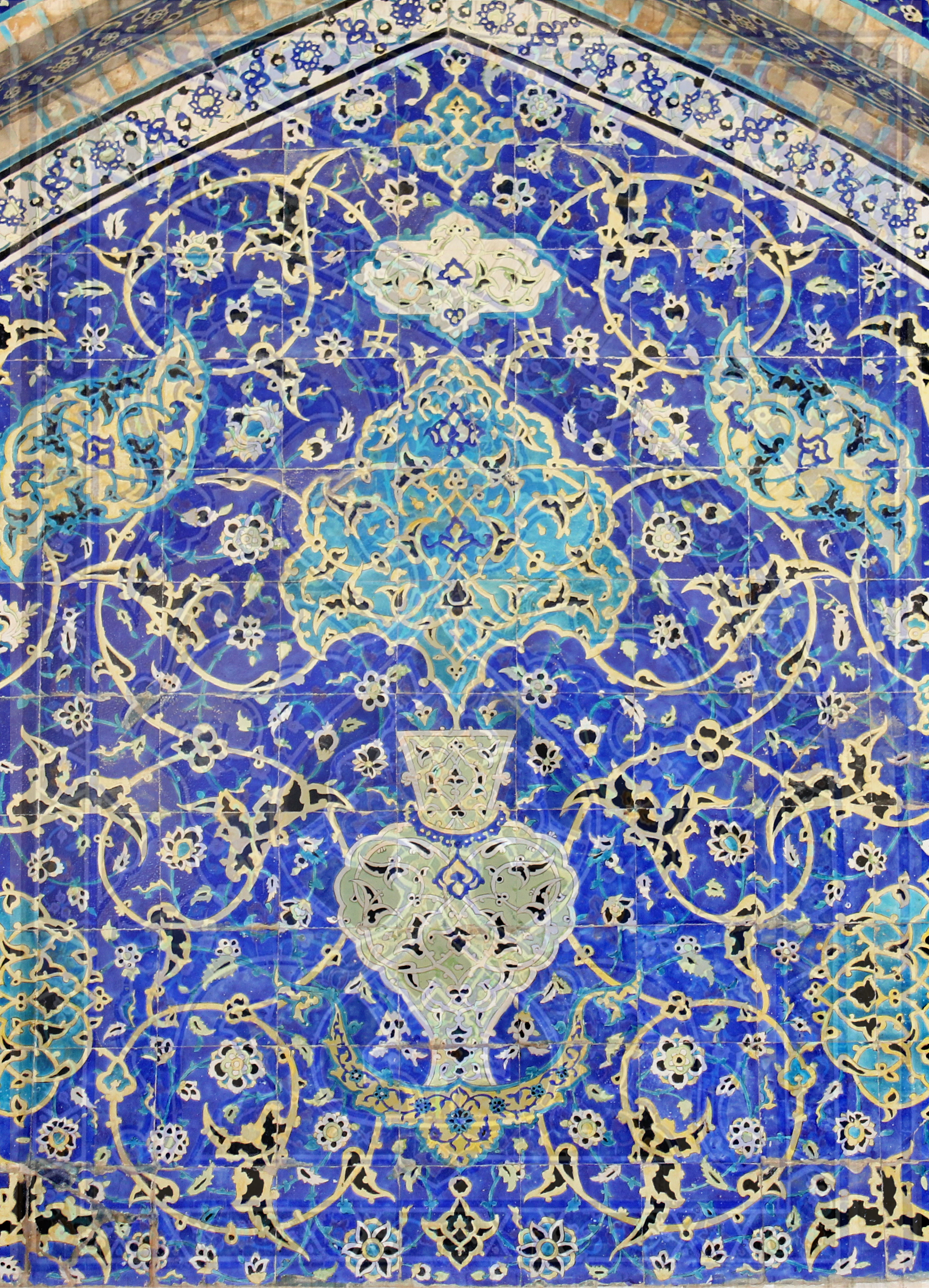
کاشی‌کاری هفت رنگ، متشکل از تعدادی کاشی مربعی تزئین شده. مسجد شاه (اصفهان)، ۱۶۱۱-۱۶۲۹

هفت رنگ اصطلاحی فارسی برای یک تکنیک تزئینی برای کاشی‌های سرامیکی زیرلعابی است. این تکنیک تزئینی گاهی اوقات به عنوان کوئردا سکا (اسپانیایی: cuerda seca‎) کلوزان (فرانسوی: cloisonné‎) یا "خط سیاه" نیز توصیف می‌شود. این تکنیک شامل استفاده از کاشی‌های مربعی با روکش لعاب سفید است که روی آنها چندین رنگ اعمال شده و با نقاشی سیاه مشخص می‌شوند تا رنگ‌ها در یکدیگر نفوذ نکنند و کل کاشی در یک مرحله پخته می‌شود. این تکنیک تزئینی است و به ویژه در مقایسه با معرق، استفاده از آن نسبتاً آسان است، اما امکان فرآیند پخت بهینه برای هر یک از رنگ‌ها را فراهم نمی‌کند. از این رو رنگ‌ها ضعیف‌تر، کم‌شدت‌تر، با وضوح کمتری مشخص می‌شوند و لعاب‌ها به اندازه کافی قوی نیستند.